# Кашмирская летяга
Кашмирская летяга (Eoglaucomys fimbriatus) — белка-летяга, обитающая преимущественно в Кашмире, а также в прилегающих частях Афганистана и Пакистана. Раньше это вид обычно относили к роду стрелохвостых летяг (Hylopetes). Однако в 1996 году Ричард Торингтон доказал, что кашмирская летяга заслуживает более высокого таксономического ранга, а именно соответствующего отдельному роду. Его аргументация была основана на специфических особенностях зубного ряда этого вида и на характерстиках бакулюма  и костей запястья.

## Описание
Длина тела кашмирской летяги от 23,5 до 30 сантиметров, длина хвоста от 25 до 33 сантиметров и вес от 300 до 750 граммов. Окраска меха спины и боков варьирует  от темно-серой до коричневой с черной окраской на верхней стороне. Окраская брюшной стороны изменчива в диапозоне от кремово-белого до серо-песочного цвета. Хвост уплощен в основании и но становится более округлым  в сечении ближе к концу. Основание хвоста рыжеватого цвета, а его притуплённый кончик покрыт черной шерстью; черная окраска хвоста начинается примерно в его середине или в двух третях его длины. Лапы обычно чёрного цвета, а внешние стороны стоп прикрыты пучками волос, растущими между основаниями пальцев. Внешне этот вид во многом похож на стрелохвостых летяг (Hylopetes).
Кроме животных с типичной окраской наблюдались и меланисты. Два известных науке подвида различаются  в первую очередь по особенностям строения зубов.

## Распространение
Ареал кашмирской летяги простирается от восточного Афганистана через северный  Пакистан до северо-восточной Индии, где этот вид обитает от Джамму и Кашмира до Уттаракханда. На этой территории обитают два подвида кашмирской летяги.

## Образ жизни
Места обитания кашмирской летяги — хвойные леса северо-западных Гималаев на высотах от 1600 до 4000 метров. Она обитает в теплом влажном лесном поясе с произрастанием вечнозеленых лиственных и хвойных деревьев. Основные виды — гималайские сосна (Pinus wallichiana) и ель (Picea smithiana), а в более засушливых районах - гималайский кедр (Cedrus deodara) и  каменный дуб (Quercus ilex). Вполне возможно, что зимой животные спускаются в пояс тропических сосновых лесов на более низких высотах около 900 метров. Они строят свои гнёзда в дуплах деревьев или в расщелинах скал, если те или другие доступны. В некоторых случаях гнезда могут быть построены прямо среди ветвей. Иногда они живут и строят гнезда в жилых строениях на чердаках или крышах домов.
Животные ведут ночной образ жизни и проводят день в своих гнездах или в дуплах деревьев. Питаются в основном семенами различных растений, всего выявлено более 22 объектов питания. В зависимости от сезона и наличия, иогут поедать также фрукты, ягоды, почки, цветы, побеги и другие части растений, а также мхи, лишайники, листья и кору, особенно зимой. По сравнению с частично симпатричной с ней гигантской летягой (Petaurista petaurista), которая часто встречается в тех районах и даже на тех же деревьях, состав пищи кашмирской летяги в гораздо большей степени определяется семенами, то есть насыщенными кормами, а не листьями и другими частями растений, как у гигантской летыги. Рабочая группа, возглавляемая пакистанским зоологом Чаудхри М. Шафиком, связывает это с различия с различиями в размерах, так как при питании менее калорийным кормом выгодны более крупные размеры. Как и другие белки-летяги, кашмирские прыгают с деревьев и благодаря летательной перепонке могут, планируя, преодолевать большие расстояния. Для кашмирской летяги известны планирующие полеты более чем на 50 метров, но они, вероятно, могут быть и дольше, особенно при прыжках с более высоких точек.
Кашемирские летяги обычно живут парами, вместе с ними некоторое время дердится и их выводок. Самки кашмирских летяг рожают от двух до четырех детенышей дважды в год, весной и летом. Пока детёныши находятся в гнезде, родители покидают гнездо и отправляются на кормёжку по очереди, поэтому с детенышами в гнезде всегда находится хотя бы один взрослый зверёк. Самец обычно отправляется на поиски пищи первым, а затем самка. Молодняк летнего помёта достигает размеров взрослых особей к ноябрю того же года. Самым главным врагом этой белки является куница-харза (Martes flavigula), которая охотится на летяг как в кронах деревьев, так и в гнёздах
.

## Систематика
Кашмирская летяга была описана в 1837 году Джоном Эдвардом Греем как Sciuropterus fimbriatus с типовым местонахождением «Индия». Типовое местонахождения этого вида было уточнено как "Западные Гималаи" ещё в 1837 году, а позднее в 1955 году ограничено окрестностями Симлы в Химачал-Прадеше. Род Eoglaucomys был впервые описан Артуром Холмсом Хоуэллом в 1915 году с целью подчеркнуть одновременно и близость, и различия с неарктическим родом Glaucomys. Однако в 1947 году этот род был объединен Джоном Ривзом Эллерманом  с Hylopetes и кашмирская белка-летяга стала называться, как Hylopetes fimbriatus. Автономность рода Eoglaucomys впоследствии несколько раз была подтверждена Ричардом У. Торингтоном, в том числе на основании морфологических, а позже и молекулярно-биологических данных.
На основании молекулярно-биологических характеристик кашмирская летяга была классифицирована как более тесно связанная с белками-летягами Нового Света (Glaucomys), обитающими в Северной Америке, что еще больше укрепило ее статус как независимого рода. Они также подтверждают гипотезу о том, что роды Glaucomys и Eoglaucomys следует рассматривать как сестринские таксоны, которая уже была выдвинута среди прочих Торингтоном и Каролин Дэрроу на основании костей запястья и подтверждено другими авторами. Эта связь также была подтверждена в этом анализе, а также в другой работе Торингтона вместе с Дайан Питасси и Шэрон А. Янса в 2002 году. Сегодня кашмирская летяга — единственный вид в монотипическом роде Eoglaucomys. Другой вид, Eoglaucomys baberi, описанный Эдвардом Блитом в 1847 году, теперь считается подвидом кашмирской летяги.
Внутри вида рассматриваются два подвида, ареалы распространения которых разделены:
- Eoglaucomys fimbriatus fimbriatus (Gray, 1837): подвид встречается от провинции Пенджаб (Пакистан) в Пакистане через Джамму и Кашмир до Альморы в Уттаракханде на севере Индии.
- Eoglaucomys fimbriatus baberi (Blyth, 1847): ареал подвида находится на северо-востоке Афганистана от Пактики до Кабула и от провинции Нангархар до провинции Хайбер-Пахтунхва на севере Пакистана.